# La Découverte de la Chouette d'Or
Pour plus de détails, voir Fiche technique et Distribution.
La Découverte de la Chouette d'Or est un film français réalisé par Alexandre Largeron en 2025. Il revient sur la découverte de la Chouette d'Or, trésor de la chasse créée en 1993 par Régis Hauser et Michel Becker.
C'est avec ce film que sont rendues publiques les solutions de la chasse, ainsi que l'emplacement de la contremarque, qui se trouvait à Dabo, en Moselle. Elle se trouvait à 7 mètres des bornes Saint-Martin.
Le film présente les témoignages de plusieurs « chouetteurs », ainsi que celui du découvreur qui souhaite rester anonyme.

## Fiche technique
Sauf indication contraire, les informations mentionnées dans cette section peuvent être confirmées par les bases de données cinématographiques IMDb et TMDB,  présentes dans la section « Liens externes ».
- Titre original : La Découverte de la Chouette d'Or
- Réalisation : Alexandre Largeron
- Scénario : Jordan Nourry et Alexandre Largeron, d'après le livret-jeu Sur la trace de la chouette d'or de Régis Hauser et Michel Becker.
- Musique : Victor Roux
- Photographie : Sofiane Hamadaïne-Guest et Alexandre Largeron
- Son : Baptiste Guichot, Sofiane Hamadaïne-Guest et Alexandre Largeron
- Montage : Quentin Eiden
- Production : Antoine Bertrand-Hardy et Brieuc Dreano
- Sociétés de production : Escales Production et Ampersand
- Société de distribution : MK2
- Pays de production :  France
- Langue originale : français
- Format : couleur
- Genre : documentaire
- Durée : 80 minutes
- Dates de sortie :
  - France, Belgique, Suisse, Luxembourg : 2 mai 2025

## Distribution
- Michel Becker